# Nomenclature générale des actes professionnels
La nomenclature générale des actes professionnels (NGAP) est un système de cotation d'actes médicaux et paramédicaux du secteur libéral, permettant notamment de tarifier son activité au patient et aux caisses d'assurance maladie obligatoire (AMO) et complémentaire (AMC).
Remplacée dans une très large mesure par la classification commune des actes médicaux (CCAM) pour les actes techniques médicaux, elle est encore majoritairement utilisée par les auxiliaires médicaux. Toutefois, les chirurgiens-dentistes et les sages-femmes, professions médicales, l'utilisent encore. Concernant spécifiquement les chirurgiens-dentistes par exemple, les actes d'orthopédie dento-faciale (ODF) restent répertoriés dans la NGAP, alors que les autres actes techniques dentaires ont « basculé » dans la CCAM en 2014. 
Ainsi, par exemple, les chiurgiens-dentistes spécialistes en ODF facturent exclusivement leurs actes en NGAP. 
Chaque acte est caractérisé par un libellé, une lettre-clé et un coefficient. 
La facturation est faite sur la feuille de soins papier ou numérique.